# Slave Songs of the United States

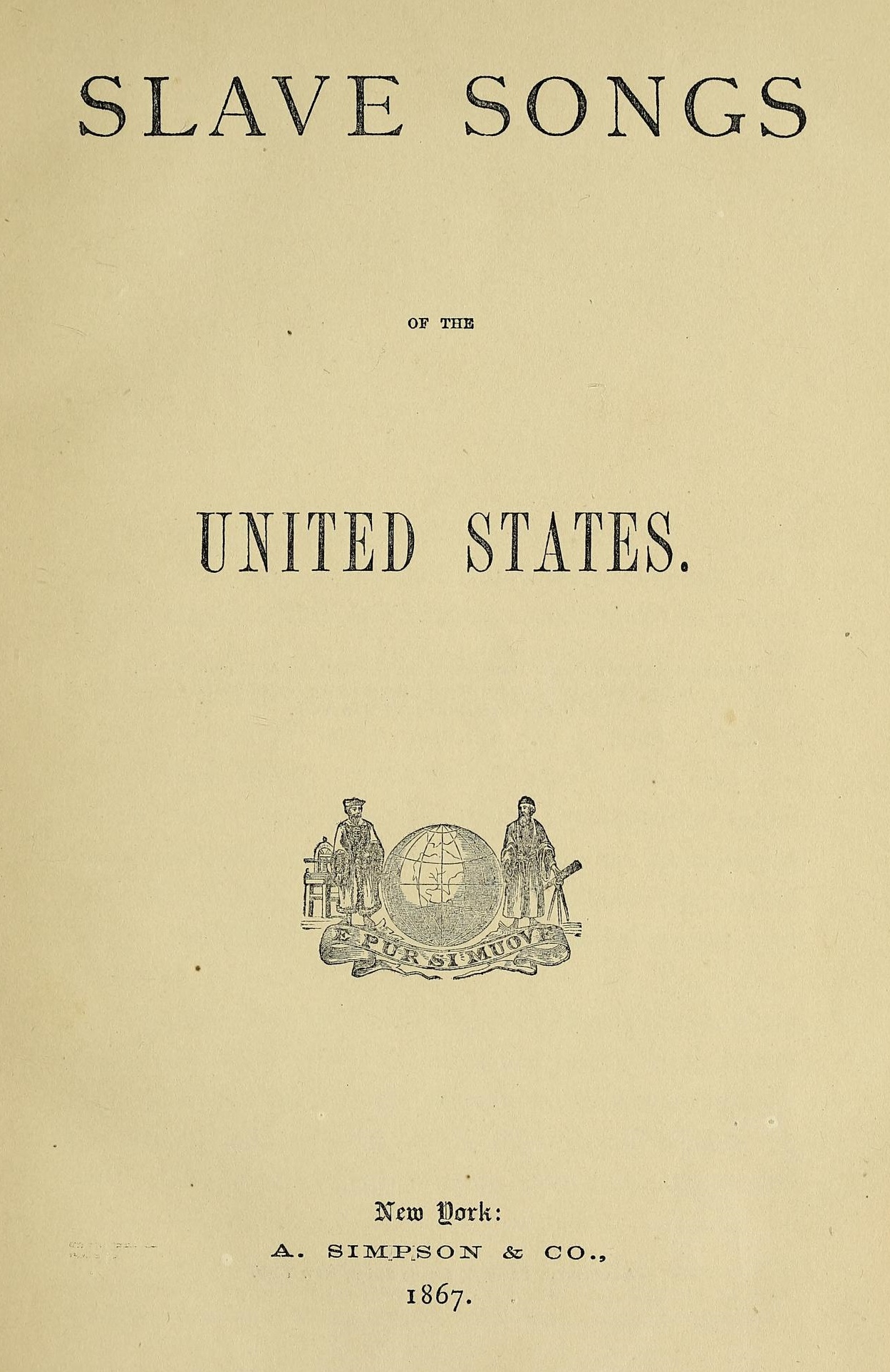
Slave Songs of the United States, Titelseite

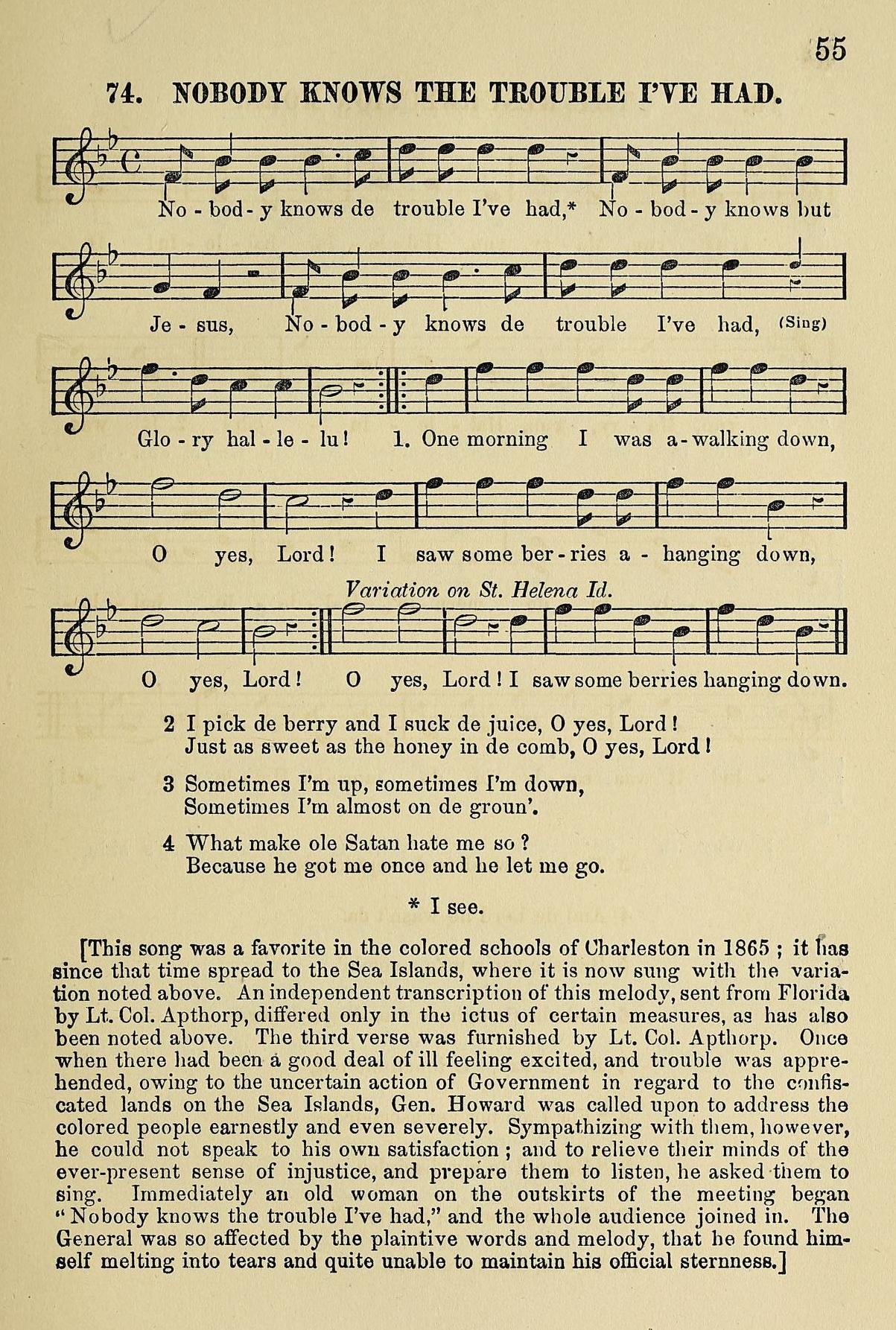
Nobody Knows the Trouble I've Had

Slave Songs of the United States (Sklavenlieder der Vereinigten Staaten)  ist eine Sammlung afroamerikanischer Musik, die aus 136 Liedern besteht.

## Geschichte
Die Sammlung wurde 1867 in New York veröffentlicht und war die erste und wichtigste  Spiritual-Sammlung. Die Sammler der Lieder waren die Nordstaaten-Abolitionisten William Francis Allen, Lucy McKim Garrison und Charles Pickard Ware. Es ist auch die erste derartige Sammlung von afroamerikanischer Musik, die jemals veröffentlicht wurde.
Die Herausgeber bedanken sich in ihrem Vorwort für die Mitarbeit von Thomas Wentworth Higginson bei der Herausgabe der Anthologie.
Die Entstehung des Buches wurde von Samuel Charters beschrieben, mit besonderem Augenmerk auf die Rolle von Lucy McKim Garrison.